# ロジャー・スペリー
ロジャー・ウォルコット・スペリー（Roger Wolcott Sperry, 1913年8月20日 - 1994年4月17日）はアメリカ合衆国の神経心理学者。デイヴィッド・ヒューベル、トルステン・ウィーセルとともに、1981年にノーベル生理学・医学賞を受賞した。 

## 生涯
コネチカット州ハートフォードにて生まれ、ウェストハートフォードにて育つ。11歳のとき、父親が死去。オベリン大学に通い、1935年に英語の学士号を取得、1937年に心理学の修士号を取得した。1941年にポール・ワイスの指導の下シカゴ大学より動物学のPh.D.を取得。その後ハーバード大学の心理学者カール・ラシュレーのもとで研究を行った。1954年、カリフォルニア工科大学の神経心理学の教授に就任した。
スペリーの実験以前には、いくつかの研究結果から大脳の大部分は分化しておらず、代替可能と考えられていた（例：ラシュレーの等能説、量作用説）。彼は初期の実験でこれが誤りであること、すなわち発達期を過ぎると脳の神経回路がほぼ固定化することを示した。
ノーベル賞の受賞理由となった業績として分離脳研究がある。てんかん治療の目的で半球間の信号伝達を行っている脳梁を切断した患者に、片方の脳半球に依存することが知られている作業を行ってもらい、二つの脳半球がそれぞれ独立した意識を持っていることを実証した。この研究は、左右の大脳半球の機能分化の理解に大きく寄与した。しかし、スペリーが明らかにした事実は、歪曲されたり拡大解釈されたりして世間に流布した。

## 受賞歴
- 1973年 - パサノ賞
- 1976年 - カール・スペンサー・ラシュレー賞
- 1979年 - ウルフ賞医学部門、ラルフ・W・ジェラルド賞
- 1981年 - ノーベル生理学・医学賞
- 1989年 - アメリカ国家科学賞（行動・社会科学部門）